# Matalajärvi (sjö i Finland, Nyland)
Matalajärvi är en sjö i Finland. Den ligger i kommunen Esbo i landskapet Nyland, i den södra delen av landet, 16 km nordväst om huvudstaden Helsingfors. Matalajärvi ligger 22,9 meter över havet. Den är 2,43 meter djup. Arean är 73,4 hektar och strandlinjen är 3,35 kilometer lång. Sjön  ingår i Finska vikens kustområde.   Den ligger vid sjön Bodom träsk. I omgivningarna runt Matalajärvi växer i huvudsak blandskog. Den sträcker sig 1,3 kilometer i nord-sydlig riktning, och 1,0 kilometer i öst-västlig riktning.